# St-Étienne (Mulhouse)

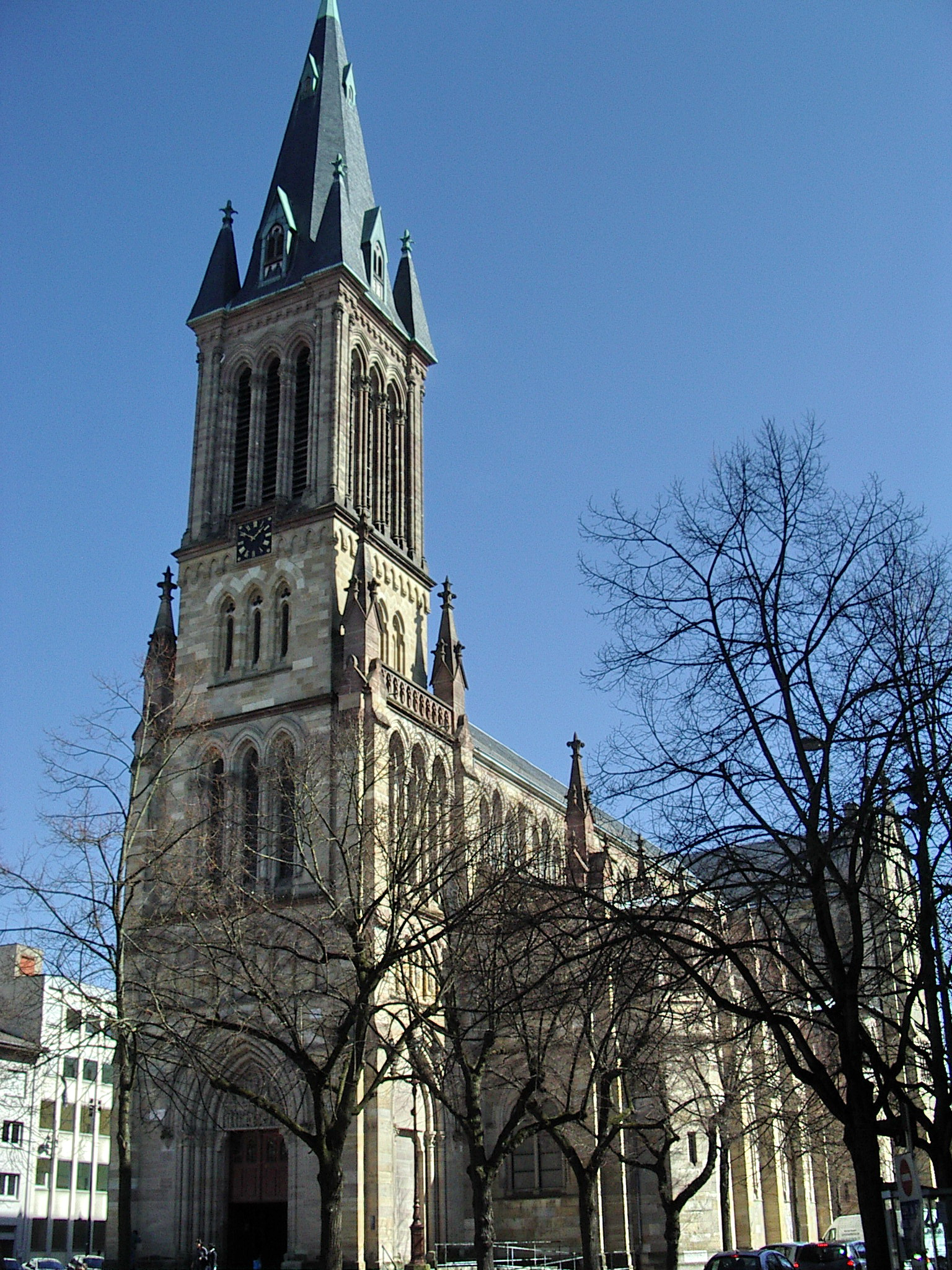
Vorderansicht der Kirche

Die römisch-katholische Stephanskirche (Église Saint-Étienne) ist die römisch-katholische Hauptkirche der Stadt Mülhausen im Elsass. Wie die protestantische Stephanskirche wurde sie vom Stadtarchitekten Jean-Baptiste Schacre entworfen und ausgeführt. Die Kirche stellt regional eines der ersten und größten Beispiele von Sakralarchitektur im Stile der Neugotik dar.

## Geschichte
Bereits 1840 beschloss der Stadtrat von Mülhausen, eine römisch-katholische Stephanskirche errichten zu lassen. 1847 wurde ein erstes, anonymes Bauprojekt verabschiedet, doch nicht ausgeführt. Jean-Baptiste Schacre legte 1852 einen ersten Entwurf für den Neubau vor, der jedoch von Eugène Viollet-le-Duc persönlich scharf kritisiert wurde.
Die heute sichtbare Kirche wurde nach Vorlage mehrerer anderer Entwürfe 1855 bis 1860 errichtet. Schacre ließ sich für den Grundriss von der Kathedrale von Reims anregen, gestaltete den relativ langen (ca. 80 Meter) und hohen Innenraum jedoch nach dem Vorbild der Kathedrale von Noyon, allerdings mit drei- statt vierteiligem Wandaufriss. Die Apostelstatuen an der Innenseite der Langhauspfeiler gehorchen ihrerseits der deutschen Tradition, wie Schacre sie am benachbarten Freiburger Münster und im Ulmer Münster studieren konnte.
Äußerlich ähnelt die Kirche allerdings keinem ihrer Vorbilder, sondern wurde bewusst in einem Stil schlichter, schmuckloser Größe gehalten. An der Vorderseite befindet sich ein 68 Meter hoher, streng gestalteter Glockenturm.

## Ausstattung
Der Hochaltar von 1898 ist ein Werk des Colmarer Bildhauers Théophile Klem, der um 1900 an der Ausstattung zahlreicher Kirchenneubauten im Haut-Rhin beteiligt war.

## Cavaillé-Coll-Orgel

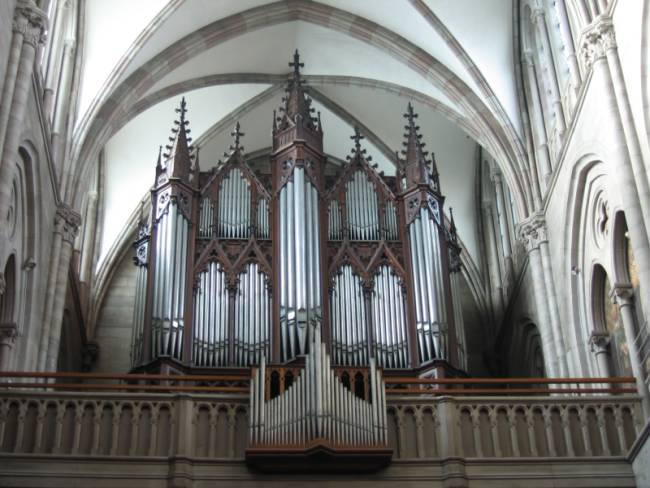
Die Orgel von Aristide Cavaillé-Coll

Wertvollster Teil der aufwändigen historistischen Innenausstattung ist die Orgel von Aristide Cavaillé-Coll, die einzige ihrer Art im Elsass. Das Instrument wurde 1860 erbaut.
Ursprünglich waren 43 Register auf drei Manualen und Pedal vorgesehen. Aus Kostengründen wurden zunächst allerdings nur 28 Register realisiert, nämlich die des Hauptwerkes, des Recits und des Pedals. Das Instrument wurde in der Folgezeit mehrfach restauriert und erweitert. Das bereits im Spieltisch angelegte „Positif Interieur“ wurde dann in den Jahren 1862–1863 gebaut.
1909 fügten die Orgelbauer Martin und Joseph Rinckenbach acht Register hinzu. 1917 mussten die Prospektpfeifen an die deutschen Behörden zu Kriegszwecken abgegeben werden; 1928 wurden sie durch die Orgelbaufirma Convers/Cavaillé-Coll ersetzt. Im Jahre 1963 wurde das Instrument durch den Orgelbauer Max Roethinger nachhaltig verändert; er fügte das Positif de Dos hinzu und nahm Veränderungen an der Disposition vor, die einer Neo-Barockisierung dienen sollten. In den Jahren 1985 und 2005 wurde das Instrument in zwei Etappen komplett restauriert und in Teilen auf den Ursprungszustand zurückgeführt. Die Orgel hat heute 52 Register auf vier Manualen und Pedal. Der Spieltisch stammt aus dem Jahr 1963. Die Spieltrakturen sind mechanisch (im Hauptwerk und Positif mit Barker-Maschinen), die Registertrakturen sind elektrisch. Die Bezifferung der Disposition entspricht der am Spieltisch.
| I Positif de Dos C–g3 |                  |       |
| 27.                   | Bourdon          | 8′    |
| 28.                   | Prestant         | 4′    |
| 29.                   | Flûte à cheminée | 4′    |
| 30.                   | Doublette        | 2′    |
| 31.                   | Larigot          | 1 ⁄3′ |
| 32.                   | Cymbale IV       | 2⁄3′  |
| 33.                   | Cromorne         | 8′    |

| II Grand Orgue C–g3 |                  |       |
| 1.                  | Montre           | 16′   |
| 2.                  | Bourdon          | 16′   |
| 3.                  | Montre           | 8′    |
| 4.                  | Bourdon          | 8′    |
| 5.                  | Flûte harm.      | 8′    |
| 11.                 | Gambe            | 8′    |
| 6.                  | Prestant         | 4′    |
| 7.                  | Flûte octaviante | 4′    |
| 8.                  | Quinte           | 2 ⁄3′ |
| 9.                  | Doublette        | 2′    |
| 10.                 | Fourniture V     | 2 ⁄3′ |
| 12.                 | Bombarde         | 16′   |
| 13.                 | Trompette        | 8′    |
| 14.                 | Clairon          | 4′    |

| III Positif expressif C–g3 |                  |        |
| 15.                        | Quintaton        | 16′    |
| 16.                        | Principal        | 8′     |
| 17.                        | Flûte harmonique | 8′     |
| 18.                        | Quintaton        | 8′     |
| 19.                        | Octave           | 4′     |
| 20.                        | Flûte douce      | 4′     |
| 21.                        | Quinte           | 2 ⁄3′  |
| 22.                        | Tierce           | 1 3⁄5′ |
| 23.                        | Piccolo          | 1′     |
| 24.                        | Cornet V (D)     |        |
| 25.                        | Basson           | 8′     |
| 26.                        | Cromorne         | 8′     |

| IV Récit expressif C–g3 |                   |    |
| 36.                     | Flûte traversière | 8′ |
| 34.                     | Viole de gambe    | 8′ |
| 35.                     | Voix céleste      | 8′ |
| 37.                     | Flûte octaviante  | 4′ |
| 38.                     | Octavin           | 2′ |
| 39.                     | Trompette         | 8′ |
| 40.                     | Basson/Hautbois   | 8′ |
| 41.                     | Voix humaine      | 8′ |
| 42.                     | Trémolo           |    |

| Pédale C–f1 |             |       |
| 43.         | Contrebasse | 16′   |
| 44.         | Soubasse    | 16′   |
| 45.         | Basse       | 8′    |
| 46.         | Gemshorn    | 8′    |
| 47.         | Octave      | 4′    |
| 48.         | Cor de nuit | 2′    |
| 49.         | Mixture IV  | 2 ⁄3′ |
| 50.         | Bombarde    | 16′   |
| 51.         | Trompette   | 8′    |
| 52.         | Clairon     | 4′    |
| 53.         | Chalumeau   | 4′    |

- Koppeln: I/II, III/II, IV/II, I/P, II/P, III/P, IV/P